# Somnath

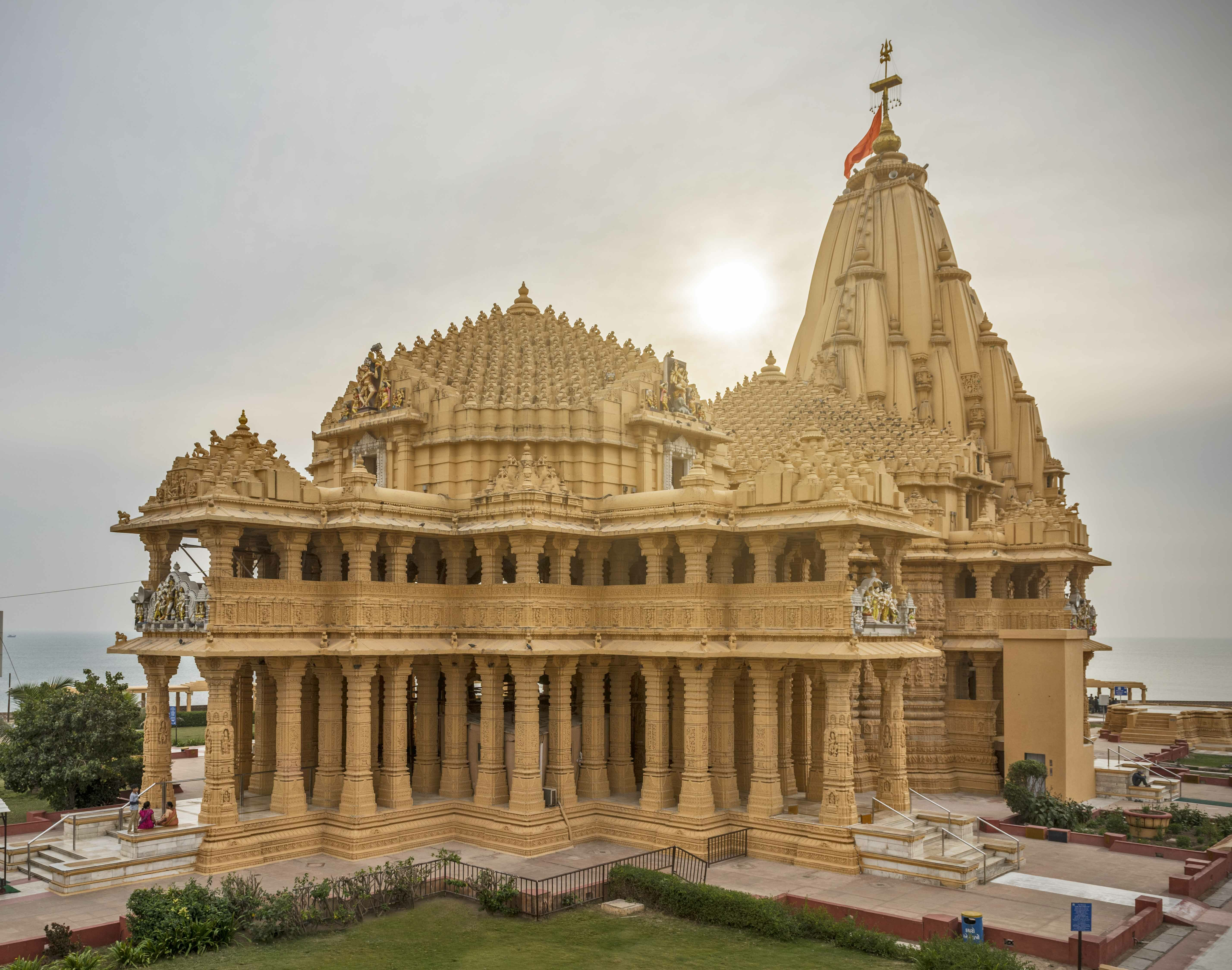
Templo de Somnath

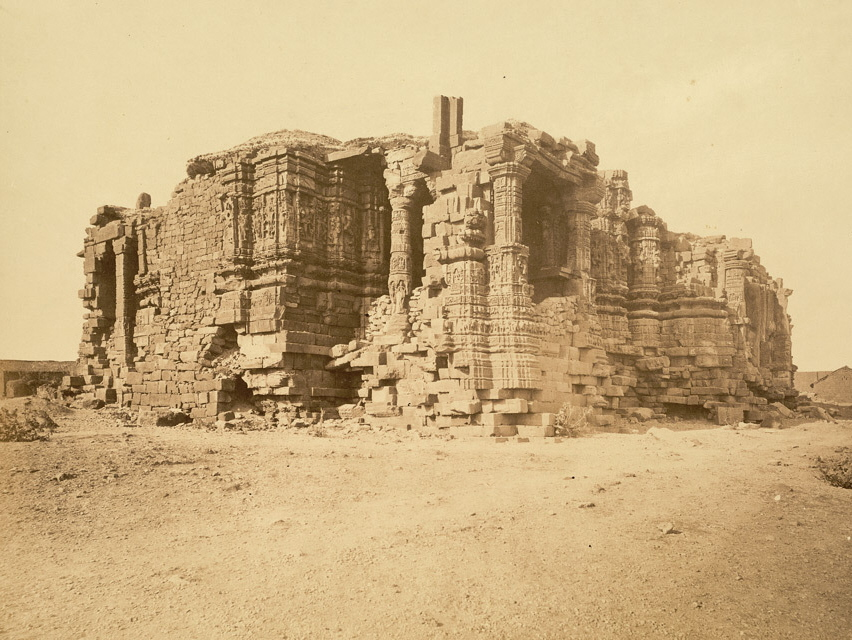
Ruinas del templo de Somanath (1869).

Somnath es un lugar de peregrinación (tirtha) en la costa del mar Arábigo, a 7 km al sureste de la costera ciudad de Veraval. en el estado de Guyarat (región de Saurastra).
Aquí se encuentra el templo de Somnath, que contiene uno los más populares yiotir linga (‘falo radiante’) del dios Somanath (Sivá, ‘el señor de Soma’).
El sitio está a menos de un kilómetro de la boca del río Jirán (el antiguo río Jirania, a veces llamado Sárasuati, como el desaparecido río rigvédico Sárasuati), en cuyas orillas había muerto el dios Krisná.
El sitio ha recibido varios nombres en el tiempo:
- PrabhasaKsetra
- Prabhás
- Prabhás Patán
- Prabhas Pattan
- Deva Patán
- Deo Pattan
- Somnath Patán
- Pattan Somnath

## Etimología

### Somanatha
SomaNath es otro nombre de Sivá, ‘el señor de Soma’, siendo Soma un nombre del dios de la Luna y el jugo de una antigua droga psicotrópica utilizada por los brahmanes ortodoxos védicos.
La mitología hindú explica que hace muchos años, el astro Luna brillaba continuamente, sin pasar por ninguna fase. Entonces se volvió arrogante debido a su belleza. Su padre ―el rishi Atri― lo maldijo y lo convirtió en un negro.
Soma entonces viajó en peregrinación a Triveni Tirtha, un lugar sagrado en la confluencia de tres ríos. Allí le rogó al dios Sivá que lo ayudara. Sivá entonces creó las fases de la Luna, causando su periódica oscuridad.

### Prabhasa
El término sánscrito prabhāsa significa ‘esplendor’, ‘belleza’, siendo pra: aumentativo (en pro); bhāsá: ‘brillo’.

## Templo de Somnath
Somnath es uno de los doce templos yiotir-linga (falo brillante) consagrados al dios Sivá.
Este celebrado lingam (‘falo’) del dios Sivá fue instalado por Soma, que era el dios de la droga soma, de todas las plantas y la vegetación, y de la Luna.
El templo era tan famoso por su esplendor y su riqueza que atrajo la célebre rey Mahmud de Ghazni (hacia el año 1024), quien, con el pretexto de destruir sus ídolos, se llevó sus tesoros, junto con sus renombrados portones dorados.

## Historia y significado
La primera mención de este sitio se encuentra en el Majábharata (hacia el siglo III a. C.), «Vana parvan» (capítulo del bosque) 13.14, 80.78, 86.18-19 y 119.1.
Se lo menciona como un tirtha (lugar de peregrinación), sin templo aún.
Como era común en casi todos los enclaves religiosos de la India, en el lugar se instalaron consecutivamente (y a veces simultáneamente) grupos de diversas sectas: budistas, yainas, árabes preislámicos (que incluso tenían un templo con el ídolo de la diosa Manat), sivaístas y musulmanes.
El templo saiva, conocido como el templo Somanatha en Prabhás, data del siglo IX o X.
En el siglo XI a XIII, la dinastía reinante en Guyarat eran los chaulukias o los solankis.
Kathiawar era administrada por rayas (‘reyes’) menores, algunos de los cuales estaban subordinados a los chaulukias.

### Destrucción del templo por los mogules
Según las leyendas, para el mantenimiento del templo, el rey colectaba impuestos de 10 000 pueblos.
Unos dos mil brahmanes servían al ídolo (bañándolo, perfumándolo, vistiéndole, cocinándole varios banquetes diarios, etc.
Una gruesa cadena de oro, atada a una gran campana de plata, anunciaba el comienzo de cada ceremonia.
Cuando Ghazni Mohammed conoció Somnath en 1024, el templo era tan próspero que había 300 músicos, 500 bailarinas religiosas y 300 peluqueros que rapaban a los peregrinos visitantes.
Ya en esa época se había creado el mito de que el templo se llamaba SomaNatha debido a que el dios de la Luna consideraba que Sivá era su señor (natha) y le había construido un templo con sus propias manos.
Existe una descripción del viajero e historiador árabe Al Biruni.
El 18 de octubre de 1025, el sultán Mahmud de Ghazni ―con su ejército y 30 000 jinetes voluntarios― saqueó durante dos días este templo. Se dice que llenó una caravana de camellos con el oro robado.
Destruyó el templo, lo que sentó el precedente de la destrucción y reconstrucción en 1296-1297, 1375-1394, 1451 y 1701-1706.

### Reconstrucción del templo
Existe una inscripción de 1169 donde se registra el nombramiento de un sacerdote principal del templo, llamado Bhava Brihaspati. Allí se menciona que él provenía de Kanaush, de una familia de brahmanes pashupata shaiva, e inició una sucesión de poderosos sacerdotes en el templo. Dice que había sido enviado por el propio dios Sivá para «rehabilitar» el templo, debido a que era una estructura muy vieja, abandonada por sus administradores y debido a que en Kali-iugá los templos invariablemente se deterioran. Fue él quien convenció al rey KumaraPala en rehacer el templo de madera y construirlo en piedra.
Pero no menciona el saqueo por parte del rey Muhamad de Ghanzi (que habría sucedido poco más de un siglo antes). Esto podría deberse a la vergüenza de que el poderoso icono de Sivá había sido profanado, o a que el saqueo no había sido tan relevante. Es conocida la exageración de los textos turcos y persas acerca de sus victorias o saqueos. Lo que sí mencionan todos los textos es que los peregrinos eran robados por los reyezuelos de la zona.
El escritor británico K. M. Munshi escribió una novela romántica llamada Somanatha: the shrine eternal (‘Somnath: el eterno santuario’), que revivió la leyenda de que el templo había sido destruido varias veces y que siempre había sido reconstruido. Munshi convirtió el templo de Somanatha el símbolo más importante de la iconoclastia musulmana en India.
Según un mito, el templo que el dios Soma construyó era de oro. El rey demonio Ravana lo habría reconstruido con plata, el rey dios Krishna con madera de sándalo, y el reyezuelo guyaratí Bhimdeva con piedra.
La estructura actual es de 1950.

## Muerte de Krisná
Según la tradición, en Prabhasa Ksetra ―a orillas de la desembocadura del río Jirán en el mar arábigo― murió el dios Krisná, asesinado por un cazador que lo confundió con un venado y le disparó una flecha, que se le clavó en el talón.
Según el Bhagavata-purana (siglo X d. C.), esta muerte de Krisná se debía a una bendición que le había dado el dios Rama (es decir, Krisná en su anterior encarnación) al rey mono Vali, a quien había matado de un flechazo desde un escondite y no luchando directamente de frente. Entonces Rama prometió que el mono, en su siguiente reencarnación (como el cazador Yará) mataría a Rama (reencarnado como Krisná) de un flechazo.
Según una tradición local, en los ghats (balnearios, muelles) que descienden hasta el mar, el guerrero pándava Áryuna cremó el cadáver de Krisná. Muchas esposas de Krisná se arrojaron a la pira funeraria. Las sobrevivientes fueron llevadas por Áryuna pero el grupo fue atacado por los ladrones del bosque: muchas fueron secuestradas y otras se suicidaron en el río Sárasuati (posiblemente el mismo río Jirán).